# Амфитрионы
«Амфитрио́ны»  (порт. Anfitriões, порт. Auto dos Anfitriões, в орфографии XVI века порт. Auto dos Enfatriões, в орфографии XIX века порт. Os Amphitriões) — пьеса Луиша де Камоэнса в 5 актах, которую принято относить к жанру ауто или комедии. Дата создания неизвестна; предполагается, что была написана в университетские годы до 1540 года. Первая постановка на сцене состоялась между 1540 и 1550 годами. Впервые опубликована посмертно в 1587 году. На русский язык не переведена.

## Описание
Как при жизни Камоэнса, так и после его смерти первый план его наследия занимали эпическая поэма «Лузиады» и лирика, по которым в первую очередь оценивалось творческое мастерство поэта. Поэтому три его театральные пьесы («Амфитрионы», «Филодему» и «Царь Селевк») отодвигались на второй план. С другой стороны это объясняется ещё и тем, что Камоэнсу не удалось достичь столь же высокого и неповторимого уровня в драматургии Португалии эпохи Возрождения XVI века как, например, у Жила Висенте. Тем не менее, при общей оценке творчества поэта не стоит недооценивать звучность языка и живой реализм его пьес.
Остались неизвестными ни время написания ауто, ни обстоятельства его первой постановки. Впервые пьеса была опубликована вместе с «Филодемом» и ауто других авторов в 1587 году.

## Сюжет
Камоэнс использовал мифологический сюжет о влюбившемся в Алкмену Юпитере и его превращении в Амфитриона. После проведённой с богом ночи Алкмена родила Геркулеса. В своей версии Камоэнс преследовал задачу показать всесильность любви при уравнении возможностей как обычных людей, так и богов в попытках противостояния ей: и люди и боги бессильны перед всепобеждающей старстью. Комическая составляющая достигалась благодаря теме самоидентификации и двойничества при противопоставлении пар Юпитера и Меркурия перевоплощающихся в Амфитриона и его раба Созию соответственно. Помимо этого комизм достигался, когда Меркурий, изъяснявшийся с Юпитером по-португальски, при перевоплощении в Созию начинал говорить по-кастильски, а Каллисто сообщал Фелизеу, что начал читать Петрарку (акт 1, сцена 6).
Известны использования греческого мифа об Амфитрионе в версиях на латинском, испанском, португальском, итальянском, французском, английском и немецком языках. Вопреки распространённому мнению, Камоэнс не следовал напрямую варианту Плавта (Amphitruo), но переработал версию испанского автора Фернана Переса де Олива (Fernán Pérez de Oliva, Comédia de Amphitrión, 1525?). Во всех отклонениях от линии Плавта Камоэнса сопровождает Олива.

## Действующие лица
- Амфитрион
- Алкмена — его жена
- Каллисто
- Фелизеу (Feliseo)
- Созия (Sosea) — раб Амфитриона (изъясняется на кастильском языке)
- Бромия (Bromia) — рабыня Алкмены
- Белферран (Belferrão) — господин, владелец корабля
- Аурелиу — двоюродный брат Алкмены
- Слуга Аурелиу
- Юпитер
- Меркурий (перевоплощаясь в Созию, говорит по-кастильски)

## Содержание
Алкмена тоскует о любимом муже и мужественном полководце Амфитрионе, воюющем вдали от родного дома. Юпитер не может устоять перед любовью к Алкмене.
Во 2-м акте Юпитер предстаёт в виде Амфитриона, а Меркурий — в виде Созии. Алкмена предлагает Юпитеру/Амфитриону уединиться, чтобы он подробнее описал свои подвиги. Оставшись наедине с Бромией Меркурий/Созия рассказывает, что она снилась ему почивающей в кровати.
Наедине с собой Меркурий говорит по-португальски, и надеется, что ему удастся очаровать и обмануть Бромию, но всё же главной его миссией является охрана покоя господина от посторонних глаз. Никто из живых не должен видеть того, что происходит за дверью. Созия воспевает подвиги Амфитриона на кастильском языке. Меркурий и Созия общаются по-кастильски. Бог напускает страх на раба, не пропускает его в покои Амфитриона, где находится Юпитер, убеждает что не он является Созией, рабом Амфитриона, а Меркурий. Меркурию настолько удаётся заболтать Созию, что тот почти теряет рассудок и спасается бегством. Созия опасается близкой смерти, хочет идти к Амфитриону и рассказать о произошедшем.
В 3-м акте Юпитер покидает Алкмену и уходит проверить флот. Амфитрион не может поверить Созии, что некто назвался именем его раба и не пропустил того к Алкмене с известием о победоносном прибытии мужа. У Амфитриона всегда был только один раб по имени Созия, у которого сейчас голова не в порядке. Никогда в жизни не получавшая столь полного удовлетворения Алкмена опечалена новой разлукой, волнуется в предчувствии какого-то разочарования, но надеется, что когда супруг вернётся, всё будет хорошо, хотя после короткой ночной встречи с Юпитером/Амфитреоном она пребывает в расстроенных чувствах. Амфитрион радуется долгожданной встрече с Алкменой, но у него не укладываются в голове её слова о том, что они уже виделись, но муж вынужден был покинуть её для проверки флота. На вопрос Амфитриона «Когда же я появлялся здесь?» Алкмена отвечает: «Прошлой ночью. И приходил в сопровождении Созии». В подтверждении того Алкмена рассказывает о его победе в жестоком сражении. Амфитрион обвиняет во всех недоразумениях Созию, на что раб парирует: «Обо всём этом Алкмене поведал тот человек, которым являюсь я». Алкмена рассказала о том, как они вместе с мужем поужинали и возлегли. Амфитрион полагает, что боги не могли допустить его бесчестья, причиной всему безумие жены. Ответ возник у Созии: если Алкмене прислуживают два раба по имени Созия, значит у неё и два Амфитриона. С этим не соглашается Алкмена: ведь Амфитрион показывал ей трофейный кубок. Настала очередь Амфитриона почувствовать себя тронувшимся рассудком.  Бромия приносит добытый в бою трофейный кубок Амфитриона как доказательство правдивости слов Алкмены. Алкмена решает прибегнуть к советам мудрого Аурелиу — он поможет.
В начале 4-го акта Юпитер чувствует свою вину и желает просить прощения у Амфитриона. Перевоплотившись в Амфитриона, он извиняется перед Алкменой за своё недоверие к ней. Алкмена прощает Юпитера/Амфитриона. Но Созия протестует и также требует извинений за оскорбления. Юпитер/Амфитрион отправляет Созию за Белферраном. Амфитрион сталкивается с Меркурием в обличье Созия, который не пускает своего господина в его покои, поскольку там находятся Юпитер и Алкмена: «Кто ты? Как твоё имя?» — спрашивает у приходящего в ярость и хватающегося за меч Амфитриона. Обостряется проблема идентификации: настоящий Созия как бы растворился, потерялся — либо он не является ни одним из двух рабов на сцене, либо он из одного превратился сразу в двух. В нём соединились две личности, пребывающие в двух различных телах: «Я — это он, и он — это я».
В начале 5-го акта перед Белферраном предстаёт второй Амфитрион — это Юпитер, в котором Созия признаёт настоящего Амфитриона. Но Амфитрион обвиняет Юпитера в том, что он явился как самозванец и отобрал дом, рабов и жену. Юпитер грозит умертвить Амфитриона. Белферран призывает к компромиссу, к использованию иного оружия: справедливости и разума. Судьёй избран Белферран, которому как Юпитер, так и Амфитрион показывают нанесённые в сражении неразличимые один от другого следы ранений в одном и том же месте одного и того же размера. Амфитрион сетует Аурелиу на то, что его кузина изменила и обесчестила своего мужа. В финале Аурелиу рассказывает о чудесах: тот, кто искусно сплёл сеть обмана, исчез при его появлении, раздался грохот, дом осветился огнями, и все были ослеплены ярким лучом света. Это явно не человек. Тогда раздался голос Юпитера, открывшего свою тайну: он превратился в Амфитриона, чтобы прославить его род, и чтобы Алкмена родила от него могучего Геркулеса.

## Издания
Первая публикация
- Camões, Luis de. Auto dos Enfatriões // Primeira parte dos Autos e comedias portuguesas / nouamente juntas & emendadas por Afonso Lopez. — 1ª impressão. — [Lisboa]: Andres Lobato, 1587. — P. folios 86–101. — 179 folios p.

В собрании сочинений
- Camões, Luis de. Os Amphitriões // Obras de Luiz de Camões: Redondilhas. Comedias :  [порт.] : in V vol. / Editado por Visconde de Juromenha. — Lisboa : Imprensa Nacional, 1863. — Vol. IV. — P. 239–323. — 492 p.